# Nebet-anch
Nebet-anch ist eine altägyptische Geburtsgöttin, die bereits im Alten Reich belegt ist. 

## Darstellung und Erscheinungsformen

Nebet-anch als Sopdet

Im Neuen Reich ist sie ikonografisch entweder als stehende Gottheit mit herabhängenden Armen oder mit ausgestrecktem Arm zu sehen. In der Hand hält sie das Lebenszeichen Anch. 
Ergänzend wurde Nebet-anch auch sitzend auf einer zweiköpfigen Kobra mit aufgewölbtem Leib dargestellt. Mit ihrer Hand schützt sie in dieser Erscheinungsform ihr Gesicht. In späterer Zeit trägt Nebet-anch entweder eine Sonnenscheibe oder einen Stern auf ihrem Kopf und in ihrer Hand.
Sie fungierte zudem in ihrer Erscheinungsform als Hathor, Isis, Mut, Nechbet, Wadjet, Bastet, Neith, Selket, Heket, Sachmet, Mesechenet-menchet, Nephthys, Renenutet, Maat, Qebehut, Sopdet und Auge des Re.

## Mythologische Verbindungen
Im Mittleren Reich war sie eine der beiden Ammen der Verstorbenen und trug den Titel „Die Geheime“; ihr oblag ergänzend die Aufgabe, das Sonnenlicht zu führen, zu dem der Verstorbene nach seinem Tod wurde.
Im Neuen Reich ist sie im Amduat die vierte Göttin der elften sowie der vierten Nachtstunde. In der Saïtenzeit (26. Dynastie) wurde die vierte Nachtstunde nach ihr benannt. Auch war sie Wächterin des fünften Tores der fünften Nachtstunde sowie Göttin der neunten Tagesstunde und eine der 40 Gottheiten aus dem „Buch vom Tag“. Nebet-anch gehört in dieser Epoche zu „den Gottheiten, deren Gesichter für den Gegenwind in der Duat verantwortlich sind“. Sie führte außerdem den weiteren Titel „Herrin des Gedeihens“ und „war froh, wenn die Feinde ihres Herrn gefällt waren“. 
Während der Spätzeit war sie das „Horusauge der Kobra“. In der griechisch-römischen Zeit schützte Nebet-anch in der Duat ergänzend die Gottheit des fünften Tores, die sich „auf dem Baum des Horus befindet“. Der König (Pharao) galt als ihr Sohn. In einem Wortspiel wurde ihr Name erklärt: „Sie heißt Nebet-anch, weil sie Leben gibt“.